# Pedinophyllum interruptum
Pedinophyllum interruptum là một loài rêu tản trong họ Plagiochilaceae. Loài này được (Nees) Kaal. miêu tả khoa học lần đầu tiên năm 1893.

## Hình ảnh

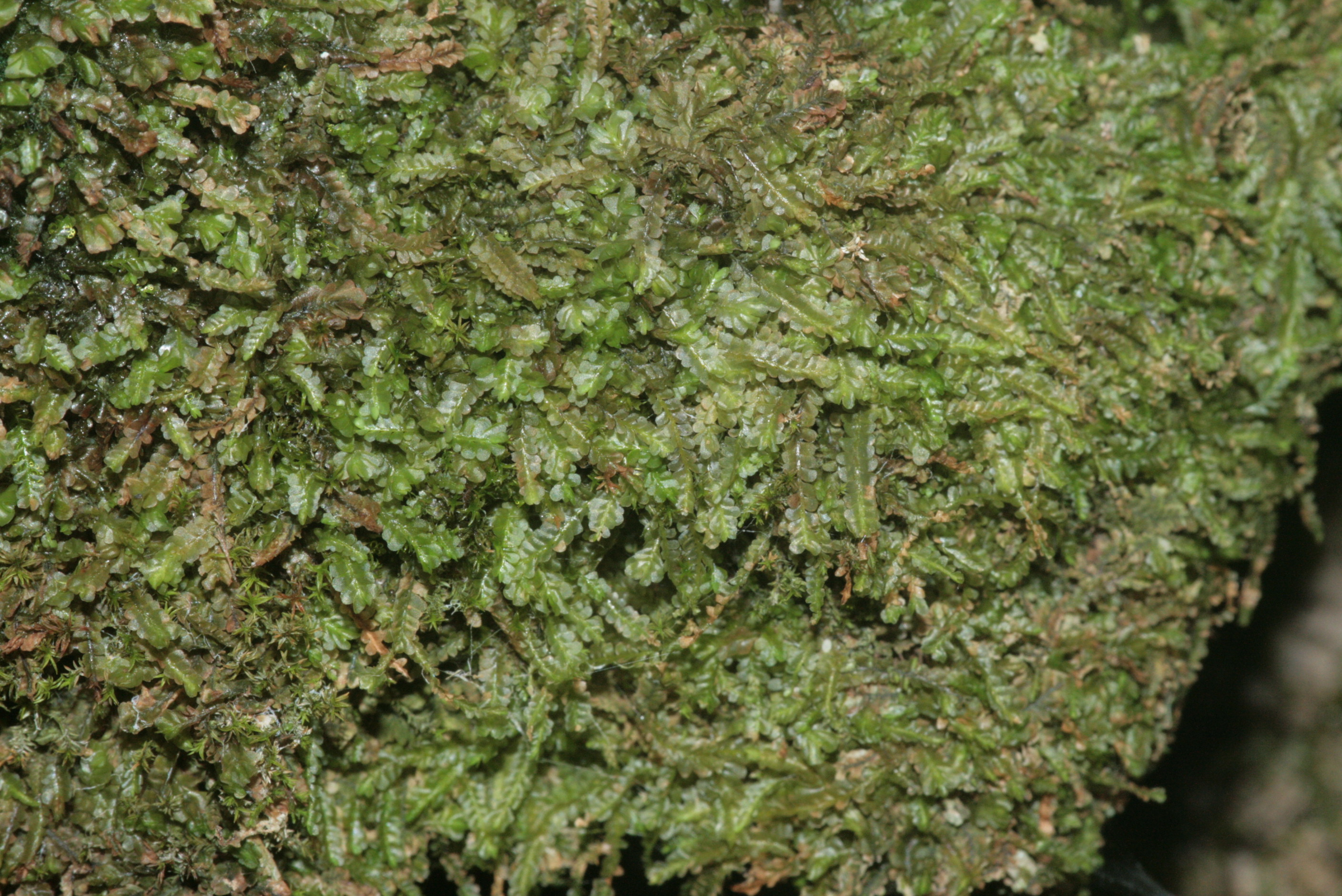
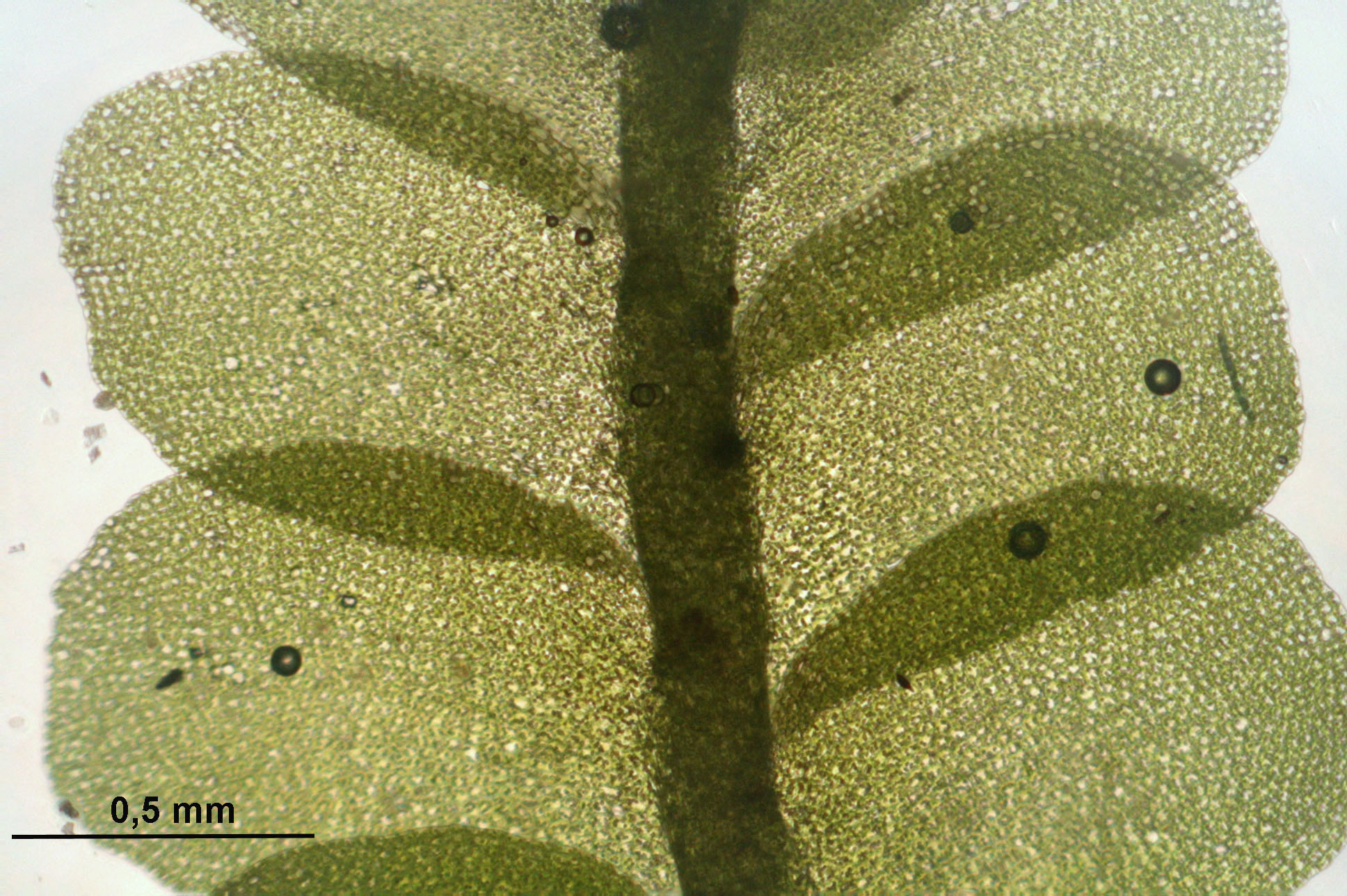
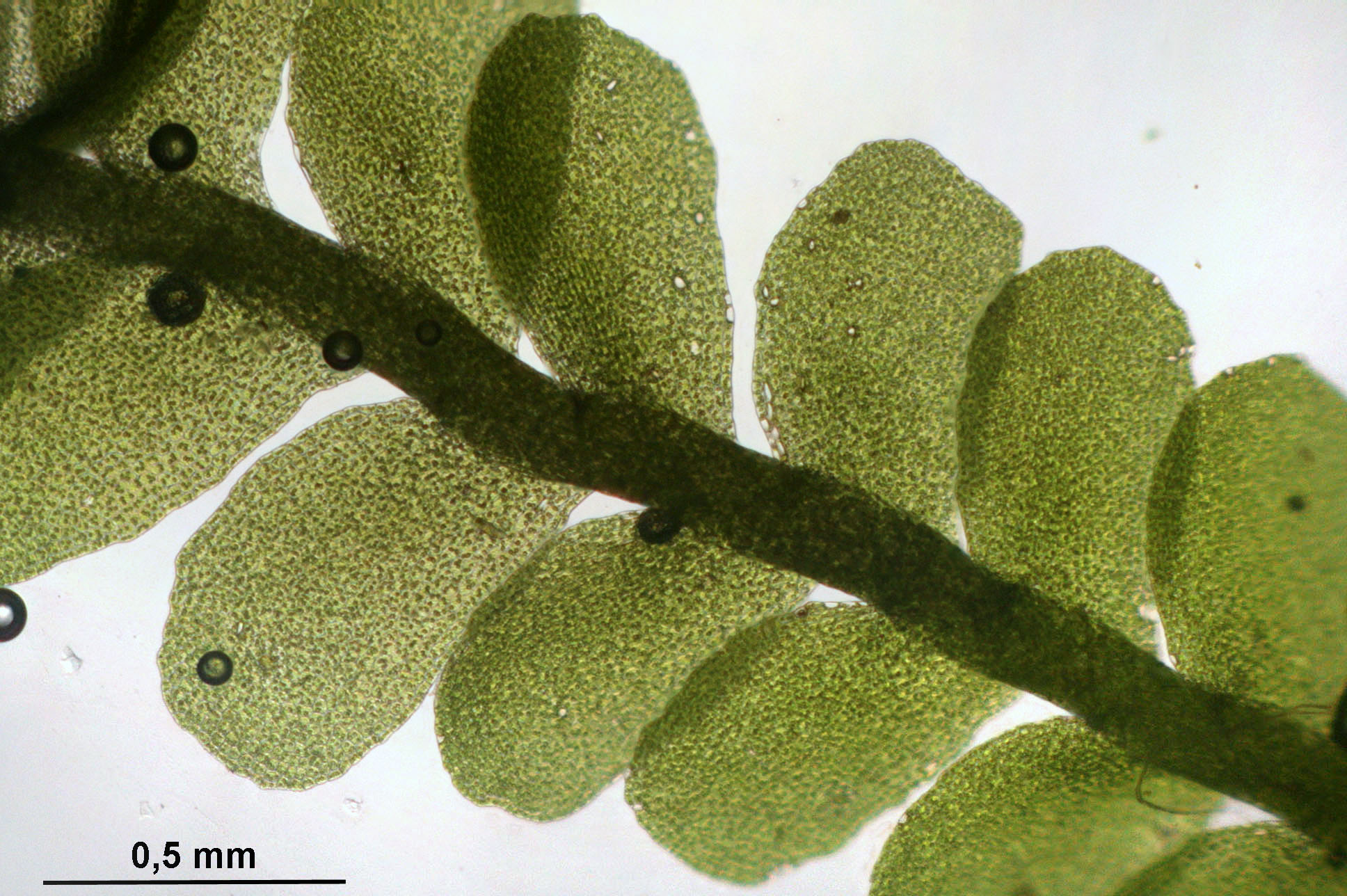
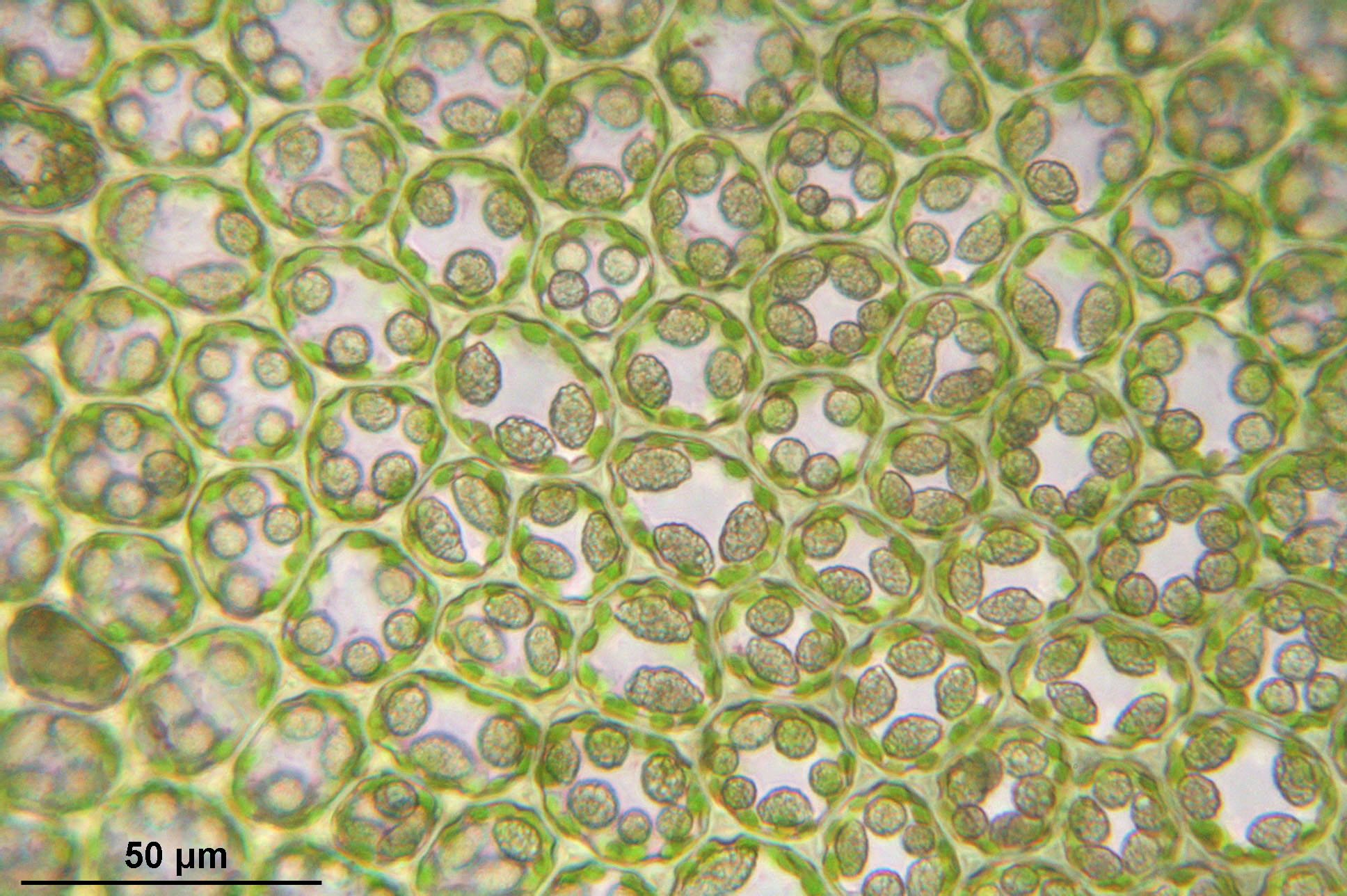